# 森氏山柳菊
森氏山柳菊（学名：Hieracium morii）为菊科山柳菊属下的一个种。

## 扩展阅读
- 維基物種上的相關：森氏山柳菊